# 全国高等学校野球選手権岡山大会
全国高等学校野球選手権岡山大会（ぜんこくこうとうがっこうやきゅうせんしゅけんおかやまたいかい）は、岡山県で開催されている全国高等学校野球選手権大会（夏の甲子園）の地方大会のことである。

## 概要

### 全国大会代表決定戦変遷
- 第18回大会 - 第29回大会

山陽大会優勝校　
参加地区 - 岡山・広島・山口（各地区から上位1校 - 2校参加）。
- 第30回大会 - 第56回大会（各県代表参加の記念大会を除く）

東中国大会優勝校
参加地区－　
岡山・鳥取・島根（第39回まで、各地区から上位2校 - 4校参加。）
岡山・鳥取（第41回以降、第42回からは県大会決勝を行わず各地区から上位2校が参加。）
- 第57回大会 - 現在

岡山大会優勝校

### 試合会場
最近使用されている会場
- 倉敷マスカットスタジアム - 現在、開会式及び決勝会場として使用され、プロ野球公式戦も開かれる。
- 倉敷市営球場 - 岡山県で最初の本格的野球場、開場以来主要会場として使用されている。
- 柵原エイコンスタジアム（美咲町柵原） - 2006年大会に倉敷市営球場の応援騒音問題で代替会場として使用され始めた。開場当初からメンテナンスが行き届いており、フィールド状態は県内外で評価が高い。

過去に使用された会場
- 六高グラウンド（岡山市） - 最も古い会場、旧第六高等学校（岡山大学に合併）。現在の岡山朝日高校の敷地内。
- 関西高校グラウンド（岡山市） - 1930年中等学校時代に野球の試合用に整備され、現在もバックネット裏の階段が内野スタンドになっている。
- 倉工グラウンド（倉敷市）
- 玉商野球場（倉敷市玉島） - 県立高校としては珍しい内野スタンドもある専用野球場。
- 玉野市民総合運動公園野球場
- 中山公園野球場（倉敷市児島）
- 総社市スポーツ公園野球場
- 岡山県野球場 - 岡山県で最初にプロ野球も開催できる夜間照明を設置、マスカット開場前まで決勝会場に使用されていた。
- 津山市営球場 - 1991 - 2014年使用

## 大会結果
| 年度（大会）          | 校数 | 優勝校       | 決勝スコア | 準優勝校     | 備考     |
| --------------------- | ---- | ------------ | ---------- | ------------ | -------- |
| 1958年（第40回大会）  | 27   | 倉敷商       | 7 - 2      | 西大寺       |          |
| 1963年（第45回大会）  | 30   | 岡山東商     | 8x - 7     | 倉敷工       |          |
| 1968年（第50回大会）  | 37   | 倉敷工       | 4 - 0      | 岡山東商     |          |
| 1973年（第55回大会）  | 37   | 岡山東商     | 10 - 0     | 岡山大安寺   |          |
| 1975年（第57回大会）  | 37   | 岡山東商     | 3 - 0      | 倉敷工       |          |
| 1976年（第58回大会）  | 36   | 岡山東商     | 5 - 1      | 玉島商       |          |
| 1977年（第59回大会）  | 37   | 水島工       | 2x - 1     | 玉島商       | 延長10回 |
| 1978年（第60回大会）  | 38   | 岡山東商     | 4 - 2      | 倉敷商       |          |
| 1979年（第61回大会）  | 38   | 倉敷商       | 5 - 2      | 岡山南       | 延長11回 |
| 1980年（第62回大会）  | 39   | 岡山理大付   | 4 - 2      | 玉島商       |          |
| 1981年（第63回大会）  | 41   | 岡山南       | 1x - 0     | 玉野         | 延長10回 |
| 1982年（第64回大会）  | 42   | 関西         | 13 - 1     | 岡山東商     |          |
| 1983年（第65回大会）  | 42   | 岡山南       | 10 - 1     | 岡山朝日     |          |
| 1984年（第66回大会）  | 43   | 岡山南       | 5 - 4      | 岡山東商     |          |
| 1985年（第67回大会）  | 43   | 岡山南       | 9 - 3      | 玉野         |          |
| 1986年（第68回大会）  | 47   | 倉敷工       | 10 - 1     | 岡山南       |          |
| 1987年（第69回大会）  | 48   | 関西         | 4 - 1      | 岡山大安寺   |          |
| 1988年（第70回大会）  | 48   | 倉敷商       | 10 - 1     | 玉野         |          |
| 1989年（第71回大会）  | 50   | 倉敷商       | 13 - 0     | 倉敷工       |          |
| 1990年（第72回大会）  | 50   | 岡山城東     | 3 - 2      | 倉敷商       |          |
| 1991年（第73回大会）  | 51   | 岡山東商     | 3 - 0      | 作陽         |          |
| 1992年（第74回大会）  | 51   | 倉敷商       | 4 - 2      | 岡山南       |          |
| 1993年（第75回大会）  | 54   | 岡山南       | 5 - 2      | 津山工       |          |
| 1994年（第76回大会）  | 53   | 関西         | 10 - 3     | 玉島商       |          |
| 1995年（第77回大会）  | 53   | 関西         | 4 - 1      | 岡山理大付   |          |
| 1996年（第78回大会）  | 53   | 倉敷工       | 8 - 6      | 岡山城東     | 延長12回 |
| 1997年（第79回大会）  | 54   | 倉敷商       | 16 - 4     | 津山工       |          |
| 1998年（第80回大会）  | 54   | 岡山城東     | 8 - 3      | 関西         |          |
| 1999年（第81回大会）  | 56   | 岡山理大付   | 8 - 2      | 岡山城東     |          |
| 2000年（第82回大会）  | 55   | 岡山理大付   | 3 - 2      | 倉敷商       |          |
| 2001年（第83回大会）  | 56   | 玉野光南     | 3 - 2      | 岡山理大付   |          |
| 2002年（第84回大会）  | 54   | 玉野光南     | 7 - 3      | 倉敷商       |          |
| 2003年（第85回大会）  | 54   | 倉敷工       | 10 - 7     | 倉敷         |          |
| 2004年（第86回大会）  | 54   | 岡山理大付   | 2 - 1      | 関西         |          |
| 2005年（第87回大会）  | 55   | 関西         | 3x - 2     | 玉野光南     | 延長11回 |
| 2006年（第88回大会）  | 55   | 関西         | 2 - 1      | 岡山城東     |          |
| 2007年（第89回大会）  | 56   | 岡山理大付   | 9 - 2      | 玉野光南     |          |
| 2008年（第90回大会）  | 57   | 倉敷商       | 8 - 3      | 関西         |          |
| 2009年（第91回大会）  | 56   | 倉敷商       | 10 - 1     | 玉島商       |          |
| 2010年（第92回大会）  | 57   | 倉敷商       | 6 - 1      | 玉野光南     |          |
| 2011年（第93回大会）  | 57   | 関西         | 6x - 5     | 金光学園     | 延長11回 |
| 2012年（第94回大会）  | 57   | 倉敷商       | 4 - 3      | 創志学園     | 延長10回 |
| 2013年（第95回大会）  | 59   | 玉野光南     | 5 - 4      | 関西         |          |
| 2014年（第96回大会）  | 59   | 関西         | 9 - 4      | 岡山理大付   |          |
| 2015年（第97回大会）  | 59   | 岡山学芸館   | 6 - 5      | 創志学園     |          |
| 2016年（第98回大会）  | 59   | 創志学園     | 4 - 1      | 玉野光南     |          |
| 2017年（第99回大会）  | 59   | おかやま山陽 | 9 - 2      | 創志学園     |          |
| 2018年（第100回大会） | 59   | 創志学園     | 10 - 2     | 岡山学芸館   |          |
| 2019年（第101回大会） | 59   | 岡山学芸館   | 2 - 1      | 倉敷商       |          |
| 2020年（独自大会）    | 58   | 倉敷商       | 11 - 1     | 創志学園     |          |
| 2021年（第103回大会） | 58   | 倉敷商       | 7x - 6     | おかやま山陽 |          |
| 2022年（第104回大会） | 57   | 創志学園     | 2 - 0      | 倉敷商       |          |
| 2023年（第105回大会） | 57   | おかやま山陽 | 4 - 2      | 倉敷商       |          |
| 2024年（第106回大会） | 56   | 岡山学芸館   | 4 - 3      | 関西         |          |
| 2025年（第107回大会） | 55   | 岡山学芸館   | 5- 4       | おかやま山陽 |          |

## 山陽大会記録（第17回大会まで）
※太字の学校名は全国大会出場校
| 年度                 | 参加校                                     | 主な会場 | 備考                                              |
| -------------------- | ------------------------------------------ | -------- | ------------------------------------------------- |
| 1915年（第1回大会）  | 関西中                                     |          |                                                   |
| 1916年（第2回大会）  | 関西中                                     |          |                                                   |
| 1917年（第3回大会）  | 岡山中                                     |          |                                                   |
| 1918年（第4回大会）  | 関西中                                     |          | 決勝；広島商 3－1 関西中 米騒動により全国大会中止 |
| 1919年（第5回大会）  | 岡山中、関西中                             |          |                                                   |
| 1920年（第6回大会）  | 岡山中、津山中、関西中                     |          |                                                   |
| 1921年（第7回大会）  | 岡山一中、津山中                           |          | 決勝；岡山一中 8－6 広陵中                        |
| 1922年（第8回大会）  | 岡山一中、津山中                           |          |                                                   |
| 1923年（第9回大会）  | 津山中、岡山一中、関西中、岡山商           |          | 決勝；広陵中11－0 津山中                          |
| 1924年（第10回大会） | 津山中、岡山一中、関西中、岡山商、吉備商   |          | 準決勝；山口中14－2 津山中                        |
| 1925年（第11回大会） | 岡山一中、津山中、関西中、岡山二中         |          | 準決勝；防府中 3－1 岡山一中                      |
| 1926年（第12回大会） | 津山中、岡山一中、岡山商、岡山二中         |          |                                                   |
| 1927年（第13回大会） | 岡山一中、岡山二中、関西中、岡山商、吉備商 |          |                                                   |
| 1928年（第14回大会） | 岡山一中、岡山二中、関西中、岡山一商       |          |                                                   |
| 1929年（第15回大会） | 岡山一中、関西中                           |          |                                                   |
| 1930年（第16回大会） | 岡山一中、岡山二中、関西中、笠岡商、吉備商 |          |                                                   |
| 1931年（第17回大会） | 笠岡商、岡山二中、関西中、岡山一商         |          |                                                   |

## 放送
- NHK岡山放送局（テレビは準決勝・決勝。ラジオは準々決勝から決勝、2021年はラジオの中継無し）
- 瀬戸内海放送（KSB、準決勝・決勝、また放送エリアの関係で香川大会と同日の場合は、深夜に録画ダイジェストで放送する年度もあり）
- RSKラジオ（準決勝・決勝）

1980年代後半まではRSKテレビでも決勝の放送が行われており、NHK・KSBを含めた3局が決勝の同時生中継を行ったことがあった。また、RSKラジオでは1980年代から開幕前に『目指せ甲子園』のタイトルで期間限定の事前番組が放送されており、2025年現在においても『夢・甲子園』の名称で事前番組を続けている。
2021年の決勝戦は、NHK・KSBとも東京オリンピック中継のため、NHKは総合テレビのサブチャンネルで中継。KSBは地上波での放送は無く、「バーチャル高校野球」で配信された。

### ケーブルテレビ
2017年より、岡山県内のケーブルテレビ（一部を除く）で開会式と1回戦から準々決勝まで倉敷マスカットスタジアムと倉敷市営球場の試合を放送するようになった。2020年からは中継対象がエイコンスタジアムを含めた全球場に拡大。2021年からは「バーチャル高校野球」で大会全試合が配信されている。
倉敷ケーブルテレビ（KCT）を幹事局として、岡山県ケーブルテレビ振興協議会が制作している。幹事局のKCTは『夏の高校野球岡山大会』の特設ページで大会の見どころを紹介しているほか、岡山大会の組み合わせ抽選会をKCTの公式YouTubeチャンネルにて生配信している。また、KCTやoniビジョンなど一部のケーブルテレビでは、それぞれの対象エリア内にある出場校を紹介する事前番組も放送している。